# 安倍正直
安倍 正直（あべ まさなお）は、江戸時代中期の医師。幕府医官・安部長徳院家（600石）4代。号は瑞順。

## 生涯
安倍瑞屯（2代安部長徳院）の子。兄・安倍瑞運（3代安部長徳院）の養子となる。『寛政重修諸家譜』によれば、瑞運は瑞屯の婿養子であり、正直は瑞屯の「二男」と扱われている。
宝永6年（1709年）3月12日、兄の死を受けて家督を相続、同年4月18日に徳川家宣に御目見している。
享保9年（1724年）12月22日より小石川養生所の療治を担当し、翌享保10年（1725年）12月18日に免ぜられた。
寛保元年（1741年）7月20日に致仕。家督は子の正恵（宗貞、5代安部長徳院）が継いだ。寛保2年（1742年）6月8日死去、享年58。